# Blesk.cz
Blesk.cz – internetowa wersja czeskiego dziennika „Blesk”.
Funkcję redaktora naczelnego pełni Radek Lain.
Należy do najczęściej odwiedzanych serwisów internetowych w Czechach. W ciągu miesiąca witryna odnotowuje blisko 30 mln wizyt (stan na 2020 rok). W rankingu Alexa była notowana globalnie na miejscu: 4920 (maj 2018), w Czechach: 31 (maj 2018).